# Tweekleurige heremietuil
De tweekleurige heremietuil (Ipimorpha subtusa) is een nachtvlinder uit de familie Noctuidae, de uilen. De voorvleugellengte bedraagt tussen de 14 en 16 millimeter. De soort komt verspreid over Europa voor. Hij overwintert als ei.

## Waardplanten
De tweekleurige heremietuil heeft populier, met name ratelpopulier, als waardplant.

## Voorkomen in Nederland en België
De tweekleurige heremietuil is in Nederland en België een vrij algemene soort, die verspreid over het hele gebied kan worden gezien. De vlinder kent één generatie die vliegt van halverwege juni tot halverwege september.